# Ploërmel
Ploërmel, Bretons: Ploermael, is een plaats en fusiegemeente (commune nouvelle) in Frankrijk, in Bretagne. De huidige gemeente Ploërmel is op 1 januari 2019 ontstaan door de fusie van de gemeente Monterrein en de per die datum eveneens opgeheven gemeente Ploërmel. De gemeente telde 10.021 inwoners op 1 januari 2022.

## Geografie
De oppervlakte van Ploërmel bedroeg op 1 januari 2022 57,82 vierkante kilometer; de bevolkingsdichtheid was toen 173,3 inwoners per km².
De onderstaande kaart toont de ligging van Ploërmel met de belangrijkste infrastructuur en aangrenzende gemeenten.

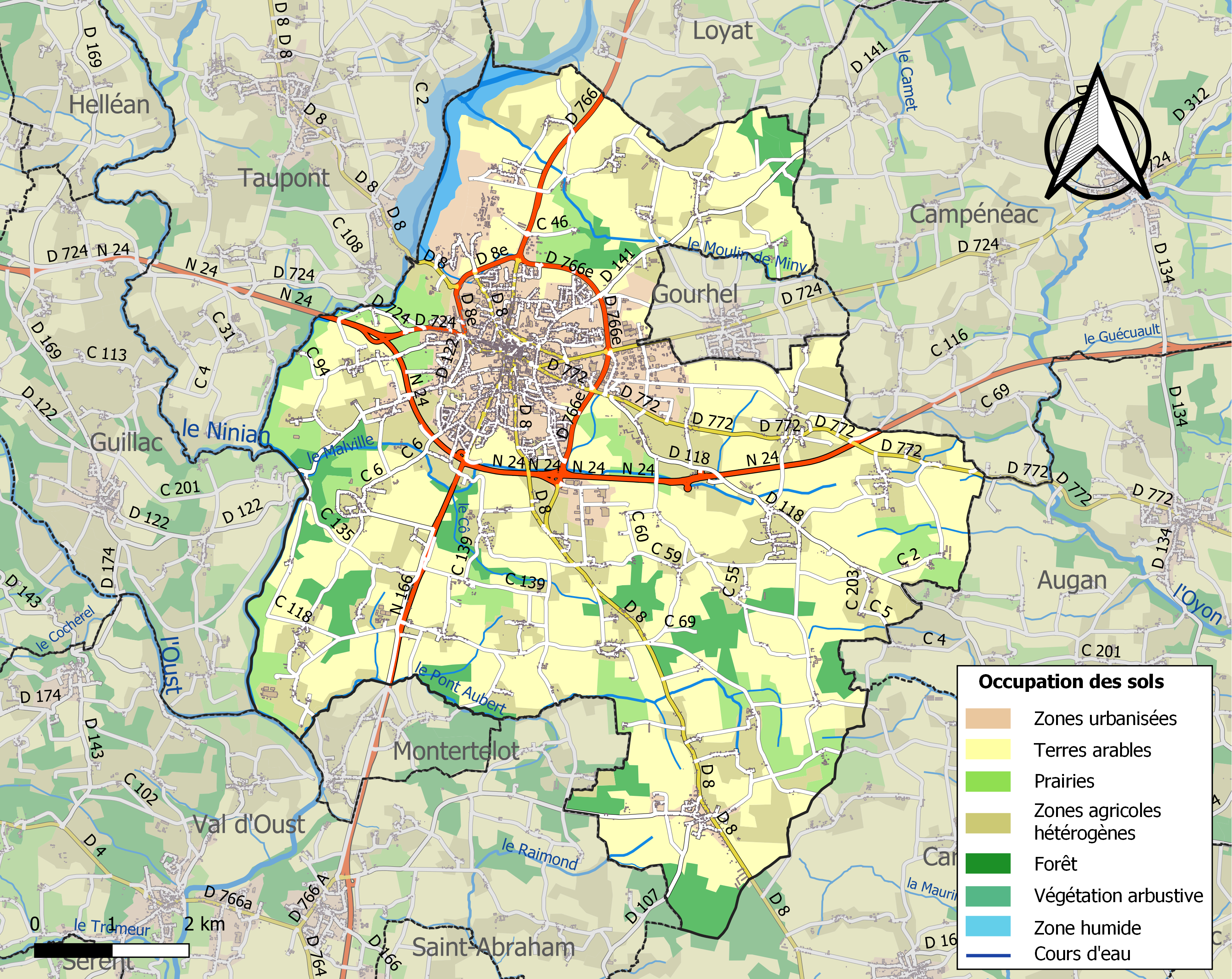

### Natuurgebieden
Ca. 20 km ten oostnoordoosten van Ploërmel ligt het bekende Forêt de Paimpont, het bos van Paimpont, als Brocéliande bekend uit vele Arthurlegenden. Onder andere het graf van Merlijn zou zich daar bevinden.
Enkele kilometers ten noorden van het stadje ligt het Étang  of Lac au Duc, een vogelreservaat.

## Geschiedenis

### Voorgeschiedenis
Zoals uit de aanwezigheid van tal van megalitische monumenten blijkt, was de omgeving van het huidige Ploërmel al in de Jonge Steentijd bewoond. Ook zijn archeologische sporen uit de IJzertijd ontdekt.
Ploërmel zou zijn naam te danken hebben aan een heilige, Armel van Boschaux, geboren in 482 in  Glamorgan, een niet meer bestaand graafschap in Zuid-Wales, en gestorven in 552 of 570 in Boschaux (Saint-Armel, 13 km ten zuiden van Rennes). Zijn naam wordt verklaard als arth-fael, Welsh: beer-prins,  en zijn relieken hebben gedurende de middeleeuwen gerust in de aan hem gewijde kerk (Saint-Armel).

### Middeleeuwen
De oudste vermelding van Ploërmel dateert uit 835. Het stadje heette in de vroege middeleeuwen Ploe-Armel: parochie van Armel. De plaats ontwikkelde zich rond een kasteel dat afhing van de graaf van Porhoët. Eudon I van Porhoët liet in de jaren 1160 een eerste stadsmuur bouwen.
Op 26 maart 1351 vond halverwege Josselin en Ploërmel in het kader van de Bretonse Successieoorlog een van tevoren afgesproken slag plaats in de vorm van een riddertoernooi, in de literatuur bekend als de Combat des Trentes. Dit beroemde gevecht, tussen 30 ridders van het Huis Blois, aan Frans-Bretonse zijde en 30 ridders van het Huis Montfort, aan Engelse zijde, eindigde in een overwinning voor eerstgenoemden.

### Na de middeleeuwen
Ploërmel werd een geliefde residentie van de hertogen van Bretagne en ook het Parlement en de Staten van Bretagne zetelden meermaals in Ploërmel tussen de 13e en de 17e eeuw. De hugenoten hadden veel aanhangers in de stad, een in de stad gevestigd klooster werd verwoest (later herbouwd). Ploërmel had te lijden van godsdienstoorlogen in de 17e eeuw.
In de loop van de 17e en de 18e eeuw kromp de bevolking van de stad en ook haar invloed als economisch en bestuurscentrum verminderde. In 1800 werd Ploërmel een onderprefectuur van het departement maar dit droeg niet bij tot de ontwikkeling van de stad, die arm bleef en nauwelijks groeide. Dit veranderde stilaan met de komst van de trein in 1881. In 1926 werd het arrondissement Ploërmel wel opgeheven en zo verloor Ploërmel haar rol als administratief en gerechtelijk centrum.
Op 12 juni 1944, dus tijdens de Tweede Wereldoorlog, werd het station van Ploërmel gebombardeerd door Amerikaanse vliegtuigen maar ook de stad liep zware schade op. Er vielen 31 doden en 125 gewonden. Op 6 augustus werd de stad bevrijd. Na de oorlog groeide de stad en de aanleg van de expresweg Rennes-Lorient (RN24) gaf hieraan een bijkomende impuls. Op 1 januari 2019 zag de commune nouvelle Ploërmel, een fusie tussen Ploërmel en Monterrein, het levenslicht.

### Broeders van het Christelijk Onderwijs van Ploërmel
In 1819 stichtte Félicité de La Mennais hier de kloosterorde van de Broeders van het Christelijk Onderwijs van Ploërmel. Deze kloosterorde verspreidde zich van hieruit over Frankrijk en de wereld en had op haar hoogtepunt bijna 300 scholen in haar beheer. In uitvoering van de Wet op de scheiding van kerk en staat (1905) werd de broederschool in Ploërmel, waar bijna 400 kinderen les kregen, manu militari gesloten.

## Bezienswaardigheden

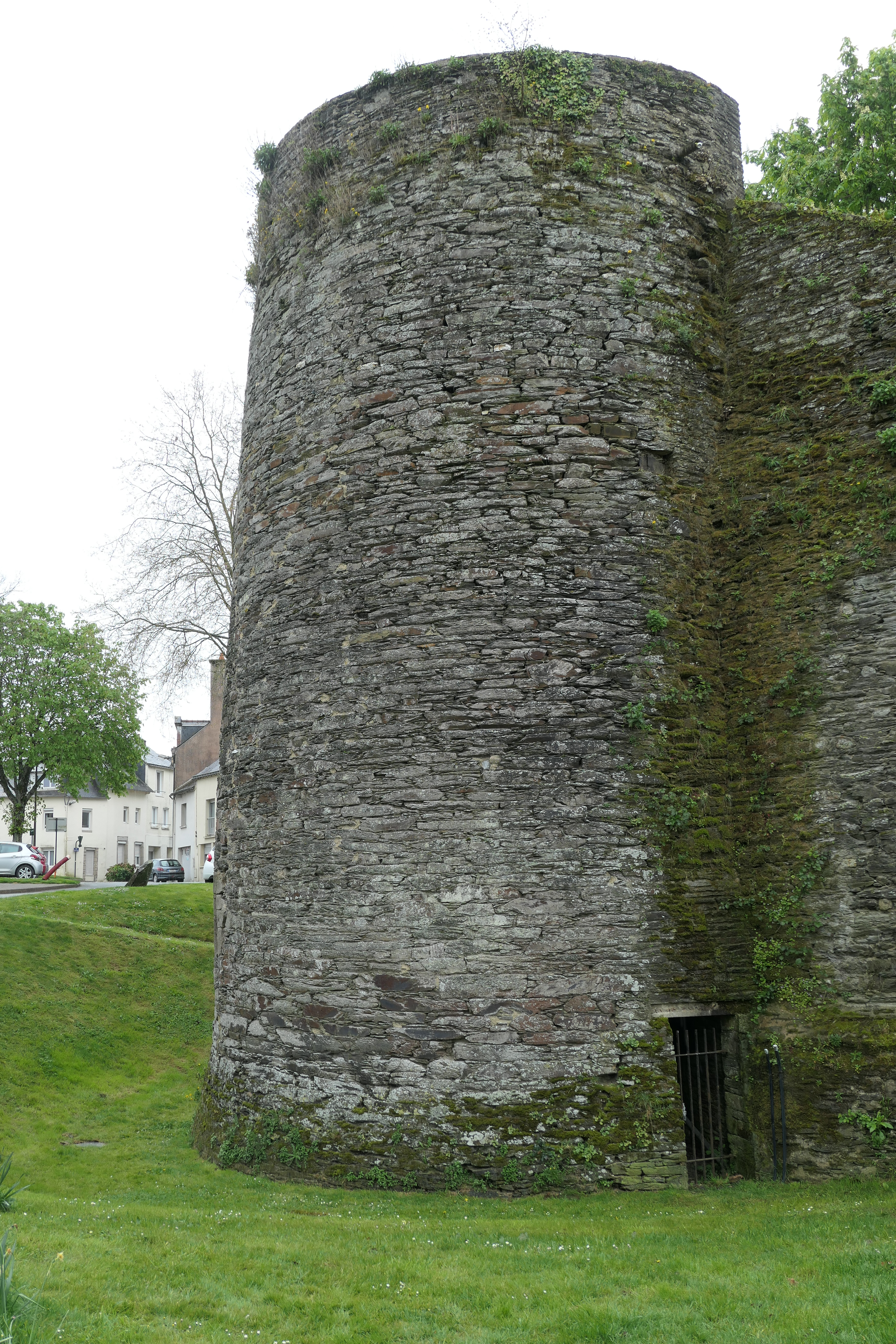
Tour des Thabors, toren van de voormalige stadsmuur

- Restanten van de stadsmuren uit 1175
- Het karmelietenklooster (13e eeuw)
- De zgn. blauwe kapel Sainte-Marie-des-Carmes (19e eeuw)
- Het "maison des Marmousets", hier woonden adviseurs  van de koning, die de bijnaam "marmousets", die in het Frans apen, afgoden of  ongeveer: weetallen kon betekenen, hadden (1586)
- Het voormalige herenhuis (hôtel) van de hertogen van Bretagne (1150)
- Het Maison Bigarré (1669)
- Een astronomische klok (1850/55)
- Enige kleine musea
- De kerk Saint-Armel (15e eeuw) met de grafmonumenten van de hertogen Jan II en Jan III van Bretagne, alsmede van Jean de Montauban, kanselier van Anna van Bretagne.
- Diverse Allées couvertes ("bedekte gangen"): hunebedden
- Modern standbeeld van paus Johannes Paulus II van de hand van Zoerab Tsereteli

## Economie
In het stadje staat een parfumfabriek van Yves Rocher (ca. 250 arbeidsplaatsen).
Voornaamste economische pijlers zijn echter de dienstensector en het toerisme, alsmede de landbouw.

## Verkeer en vervoer
Het in 1882 geopende spoorwegstation Ploërmel is thans gesloten, er rijden geen treinen meer. 
De busmaatschappij BreizhGo verzorgt het openbaar busvervoer. In Rennes, Pontivy en Vannes kan men de lijnbus naar Ploërmel nemen.
Rondom het stadje lopen diverse goede autowegen (maar geen autosnelweg).
Op 8 km ten noordoosten van het stadje, bij Loyat, is een klein vliegveld voor hobby- en kleine zakenvliegtuigjes.

## Demografie
Onderstaande figuur toont het verloop van het inwonertal, bron: INSEE-tellingen. 

## Geboren
- Bryan Pelé (1992), voetballer